# Charlotte 49ers

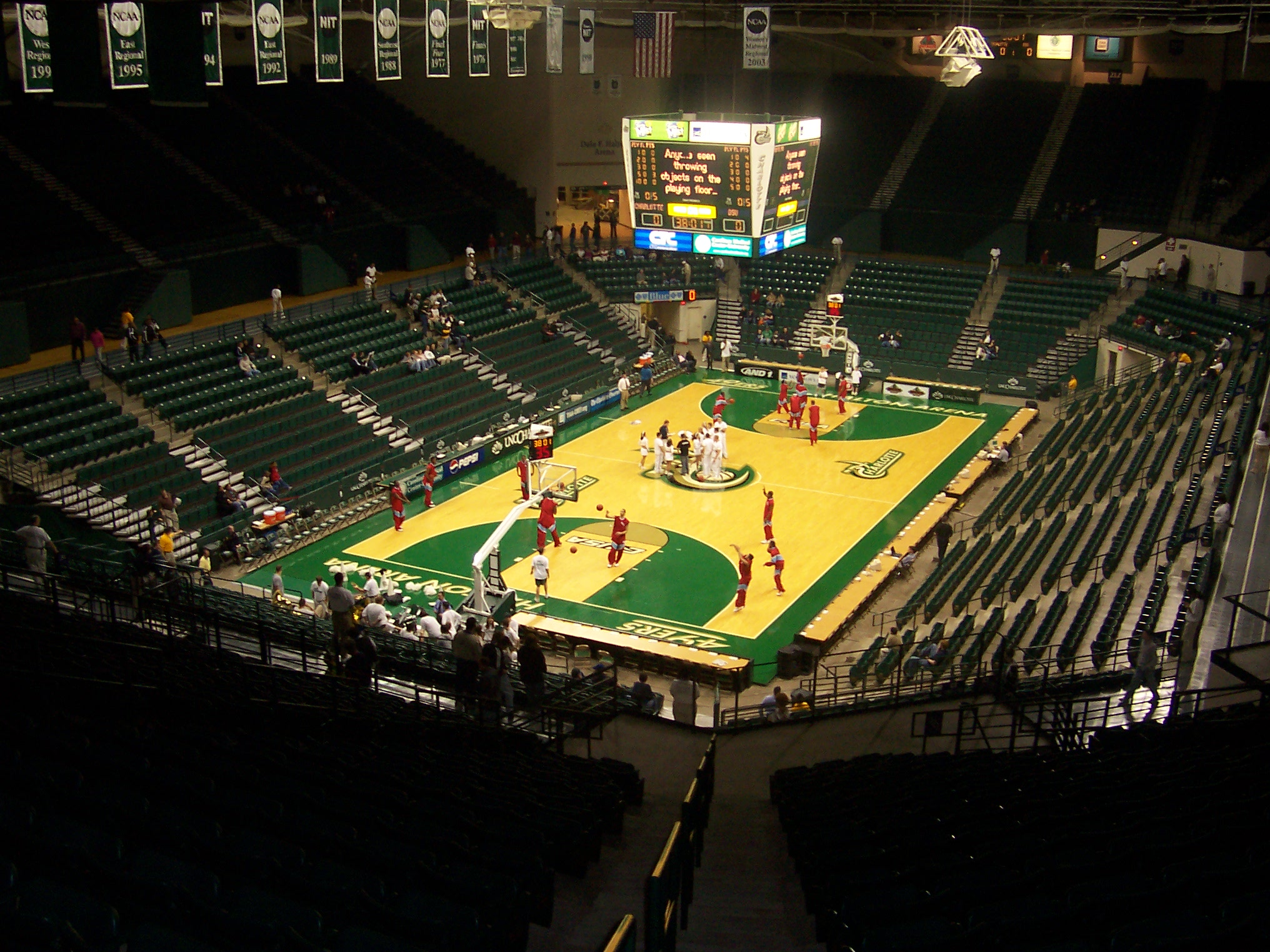
Dale F. Halton Arena.

Charlotte 49ers (Los del 49 de la Universidad de Carolina del Norte en Charlotte) es el nombre de los equipos deportivos de la Universidad de Carolina del Norte en Charlotte, situada en Charlotte, Carolina del Norte. Los equipos de los Niners participan en las competiciones universitarias organizadas por la NCAA, y forma parte de la American Athletic Conference.

## Apodo
El apodo de 49ers, traducido libremente al español como los del 49, fue adoptado por los estudiantes haciendo referencia al año 1949, fecha en la que casi se cierra la institución, pero se salvó gracias a la intervención del profesor Bonnie Ethel Cone. Ese "espíritu del 49" encaja con el tradicional de los mineros que acudieron a California durante la fiebre del oro. El hecho de que el estado de Carolina del Norte liderase la producción de oro hasta que fue sobrepasada por California y por Alaska, propició la adopción del apodo.
La mascota es Norm the Niner, un viejo minero del oro.

## Equipos
Los Niners tienen 17 equipos oficiales:
| - Masculino - Baloncesto - Cross - Atletismo - Atletismo en pista cubierta - Fútbol - Tenis - Béisbol - Fútbol americano - Golf | - Femenino - Baloncesto - Cross - Atletismo - Atletismo en pista cubierta - Fútbol - Tenis - Sófbol - Voleibol |